# Veyracomusies
Les Veyracomusies est un festival de musique, qui se déroule chaque année sur le week-end de l'ascension, à Veyrac (Haute-Vienne) au sein de l'agglomération de Limoges. La 34e édition aurait dû se tenir du 20 au 23 mai 2020. Malheureusement, en raison des mesures sanitaires mises en place par le Gouvernement pour lutter contre l'épidémie de Covid-19, l'édition 2020 du festival a été annulée.
Depuis 1987, l’association Les Veyracomusies œuvre pour la diffusion de la culture en proposant sur 4 jours une aventure festive et conviviale : elle invite au voyage à travers la musique, la chanson, les animations et incite au partage et à l’échange entre public et artistes.
Ainsi, le festival propose des têtes d'affiche les jeudi, vendredi et samedi à 21h (seuls spectacles payants) ainsi que du théâtre de rue, des ateliers de cirque, des contes, l’Olympievane, des artistes locaux (entrée libre pour l'ensemble de ces spectacles). En ouverture de festival, le mercredi, un marché pour déguster sur place des produits locaux. 
Les Veyracomusies tablent sur un engagement bénévole fort où les énergies de tous se fédèrent pour un objectif commun.
C’est sans doute pour ces raisons que, petit à petit, « le plus grand des petits festivals » est devenu l’un des événements majeurs du paysage culturel départemental et régional.  

## Artistes initialement programmés pour l'édition 2020
Malheureusement, l'édition 2020 du festival est annulée à la suite des mesures sanitaires mises en place par le Gouvernement pour lutter contre l'épidémie de Covid-19.
Jeudi 21 mai : Flavia Coelho
Vendredi 22 mai : Suzane
Samedi 23 mai : Boris Vian par Debout sur le Zinc

## Artistes déjà programmés par le passé
Didier Lockwood, Enzo Enzo, Thomas Fersen, Jean-Jacques Milteau, Les Yeux noirs, Ilene Barnes, Idir, Souad Massi, Les Wriggles, Les Ogres de Barback, Yves Jamait, Wally, Les Booze Brothers.  Angela Brown, Urs Karpatz, Suroit, N&SK, Dobacaracol, Pigalle, Da Silva, Volo, Marie Cherrier, Deni, Marianne Aya Omac, Ej-Ce Horo, Touré Kunda, T.V.A., Debout sur le zinc, La chanson du dimanche, La grande Sophie, Keltas, Ange, Téo, Origines Contrôlées, Didier Super, Flow, Flavia Coelho, Les Fatals Picards, Mapatazz, Aldebert, Ours, Monsieur Melon, Yves Jamait, Mellismell, Tomislav, Les pompes en l’air, Lise Dellac, Emily Loizeau, Redshift, Tam’s, La Banda del panda, Le Larron, Les Blérots de R.A.V.E.L., Prépulse, Vlad, Lucie Manusset, Thierry Titi Robin, Samarabalouf, Philippe Lars, Soul Cookies, Carmen Maria Vega, Tournée Générale, Singlar Blou, Laxamax, Les Tit’Nassels, Mangane, Les Franglaises, Carré-Court, Yaniss Odua, La Cafetera Roja, Mouss et Hakim, Barcella, Zoufris Maracas, Raul Paz, HK et les Saltimbanks, François Morel, Mes souliers sont rouges, Oldelaf, Ennyday…

## Localisation du festival
Les Veyracomusies se déroulent sur le site du Mas Martin à Veyrac (87), près de Limoges.

## Liens
- Site des Veyracomusies